# Chuột nhảy Jerboa
Chuột nhảy Jerboa (tiếng Ả rập: جربوع jarbūʻ) là các loài gặm nhấm thuộc họ Dipodidae. Chúng sinh sống ở các sa mạc trên khắp Bắc Phi và châu Á về phía đông bắc Trung Quốc và Mãn Châu. Chúng có xu hướng sống trong vùng sa mạc nóng.  Khi tăng tốc, chúng có thể chạy với tốc độ lên tới 24 km/h. Một số loài bị săn mồi bởi các con cú nhỏ (Athene noctua) ở Trung Á. Hầu hết các loài Jerboa đều có thính giác rất nhạy mà chúng sử dụng để tránh trở thành con mồi của động vật ăn thịt.

## Đặc điểm
Chuột nhảy Jerboa trông giống như chú chuột túi, vì chúng có nhiều điểm tương đồng. Cả hai đều có chân sau dài, chân trước rất ngắn và đuôi dài. Jerboa di chuyển như cách một chú kangaroo đó là nhảy cà tưng. Đuôi của Jerboa có thể dài hơn đầu và thân thể của nó. Jerboa sử dụng đuôi của nó để giữ thăng bằng khi nhảy, lông chúng thường mang màu cát. Màu này thường phù hợp với môi trường sống. Một số loài trong họ Jerboa có tai dài như thỏ, và một số khác có tai ngắn như chuột hoặc chuột chù. Tuổi thọ điển hình của một con Jerboa là khoảng sáu năm.

## Tập tính
Jerboas là động vật hoạt động về đêm. Trong cái nóng của ban ngày, chúng trú ẩn trong hang, vào ban đêm chúng rời hang ổ do nhiệt độ mát hơn, chúng đào các lối vào hố của chúng gần nhánh rễ thực vật, đặc biệt là dọc theo đường biên của thực địa. Trong mùa mưa chúng làm tạo các đường hầm trong đồi để giảm nguy hiểm trong mùa lũ lụt. Vào mùa hè, chúng tạo các lỗ chân lông chiếm lỗ hổng lối vào để tránh không khí nóng. Trong hầu hết các trường hợp, hố có lối thoát hiểm khẩn cấp cho phép các Jerboa để nhanh chóng tẩu thoát khỏi kẻ thù.
Jerboa là những sinh vật đơn độc. Một khi đạt đến tuổi trưởng thành, chúng thường có hố riêng của mình và tự tìm kiếm thức ăn. Hầu hết các con jerboa ăn thực vật. Một số loài ăn bọ cánh cứng và côn trùng khác mà chúng gặp phải, nhưng chúng không thể ăn hạt cứng. Không giống như chuột nhảy Gerbil, nhiều loài trong họ Dipodidae thích tắm bụi. Thính giác của chúng cho thấy nó có thể sử dụng âm thanh hoặc rung động để giao tiếp. Hệ thống phối giống của các loài liên quan chặt chẽ trong họ Dipodidae cho thấy chúng có thể đa giác. 

## Phân loại
- Phân họ Allactaginae
  - Chi Allactaga
    - Phân chi Allactaga
      - Allactaga elater
      - Allactaga firouzi
      - Allactaga hotsoni
      - Allactaga major
      - Allactaga severtzovi
      - Allactaga vinogradovi

    - Phân chi Orientallactaga
      - Allactaga balikunica
      - Allactaga bullata
      - Allactaga sibirica

    - Phân chi Paralactaga
      - Allactaga euphratica
      - Allactaga williamsi

    - Phân chi Scarturus
      - Allactaga tetradactyla

    - incertae sedis
      - Allactaga toussi

  - Chi Allactodipus
    - Allactodipus bobrinskii

  - Chi Pygeretmus, Fat-tailed Jerboas
    - Pygeretmus platyurus
    - Pygeretmus pumilio
    - Pygeretmus shitkovi
- Phân họ Cardiocraniinae
  - Chi Cardiocranius
    - Cardiocranius paradoxus

  - Genus Salpingotulus
    - Salpingotulus michaelis

  - Chi Salpingotus, Pygmy Jerboas
    - Phân chi Anguistodontus
      - Salpingotus crassicauda

    - Phân chi Prosalpingotus
      - Salpingotus heptneri
      - Salpingotus pallidus
      - Salpingotus thomasi

    - Phân chi Salpingotus
      - Salpingotus kozlovi
- Phân họ Dipodinae
  - Tông Dipodini
    - Chi Dipus
      - Dipus sagitta

    - Chi Eremodipus
      - Eremodipus lichtensteini

    - Chi Jaculus
      - Jaculus blanfordi
      - Jaculus jaculus
      - Jaculus orientalis
      - Jaculus bishoylus

    - Chi Stylodipus
      - Stylodipus andrewsi
      - Stylodipus sungorus
      - Stylodipus telum

  - Tông Paradipodini
    - Chi Paradipus
      - Paradipus ctenodactylus
- Phân họ Euchoreutinae
  - Chi Euchoreutes
    - Euchoreutes naso

## Hình ảnh

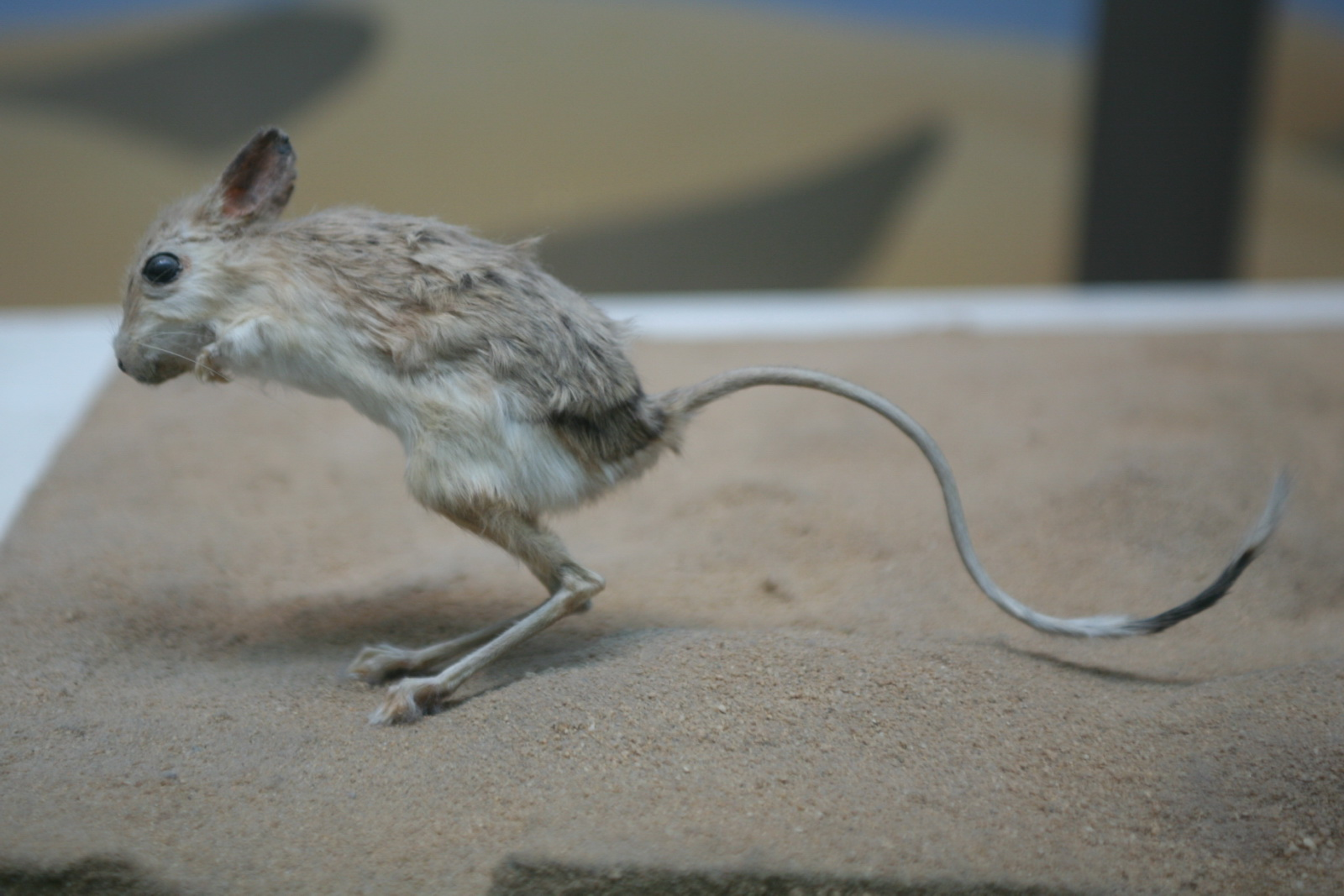
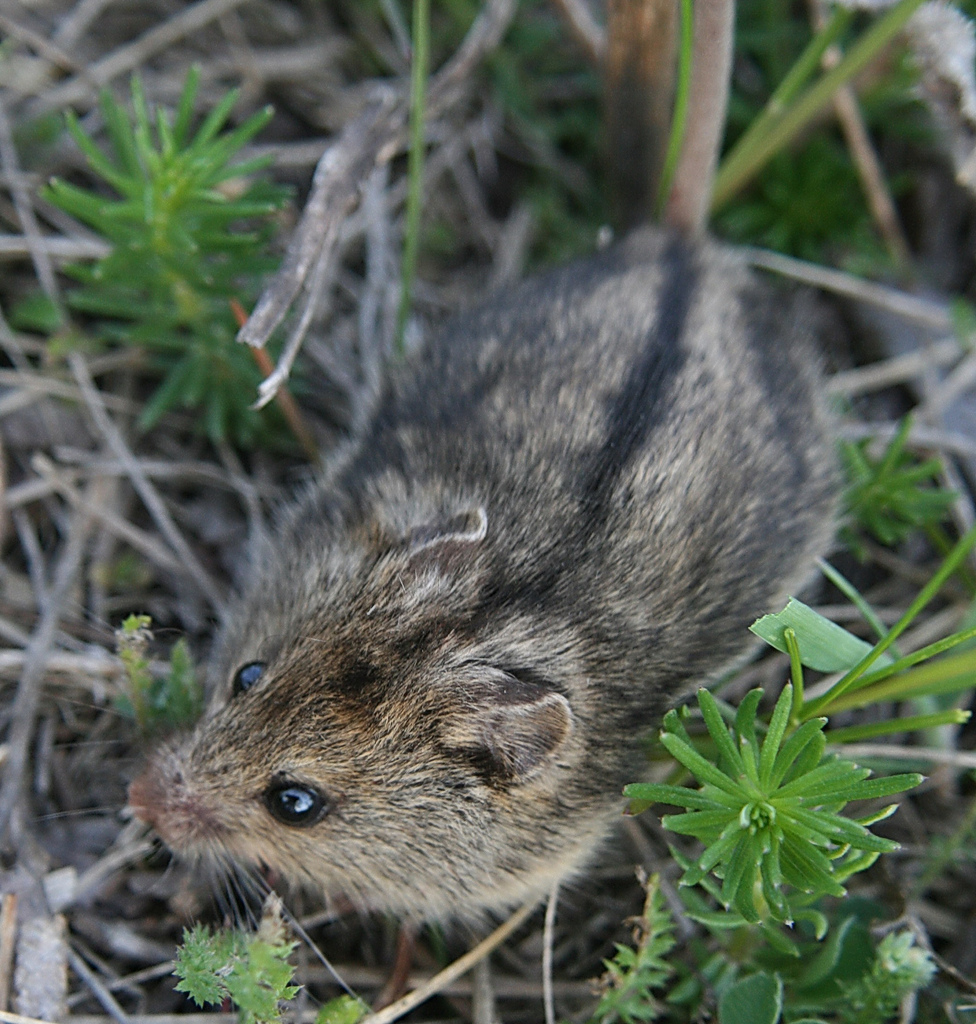
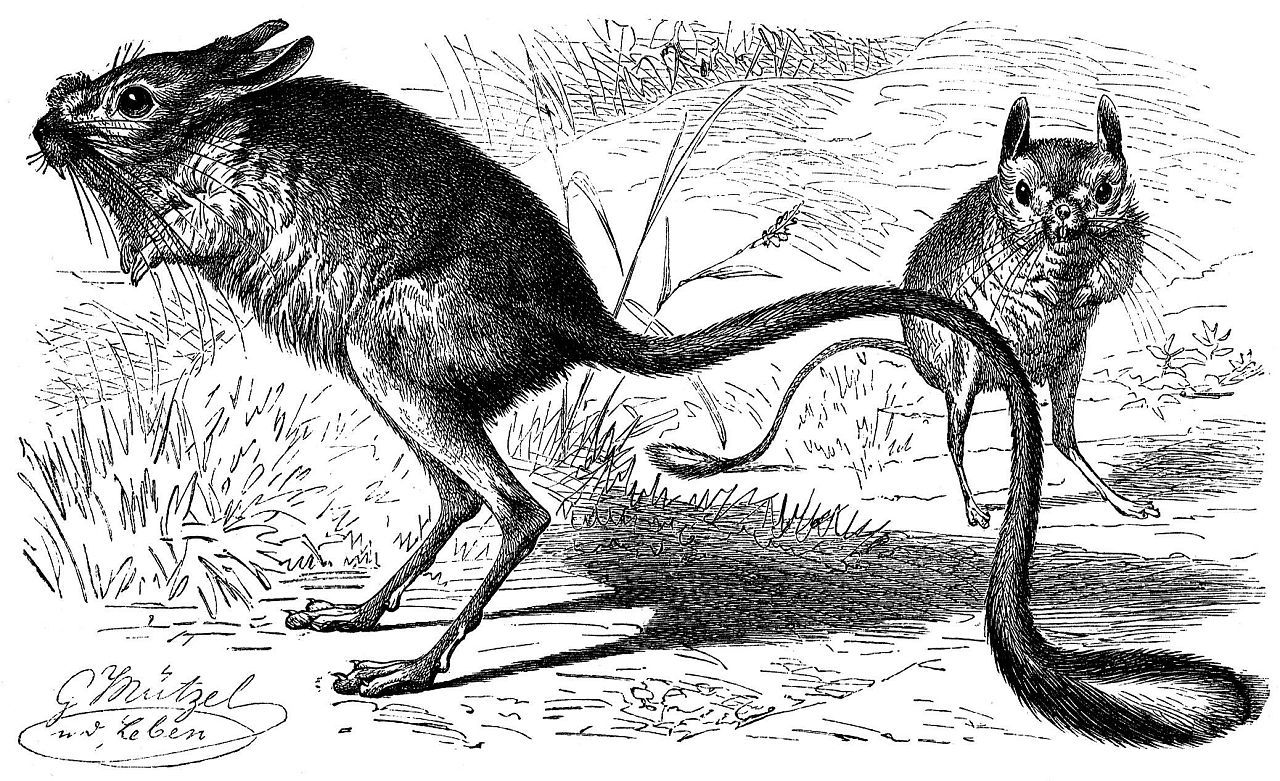
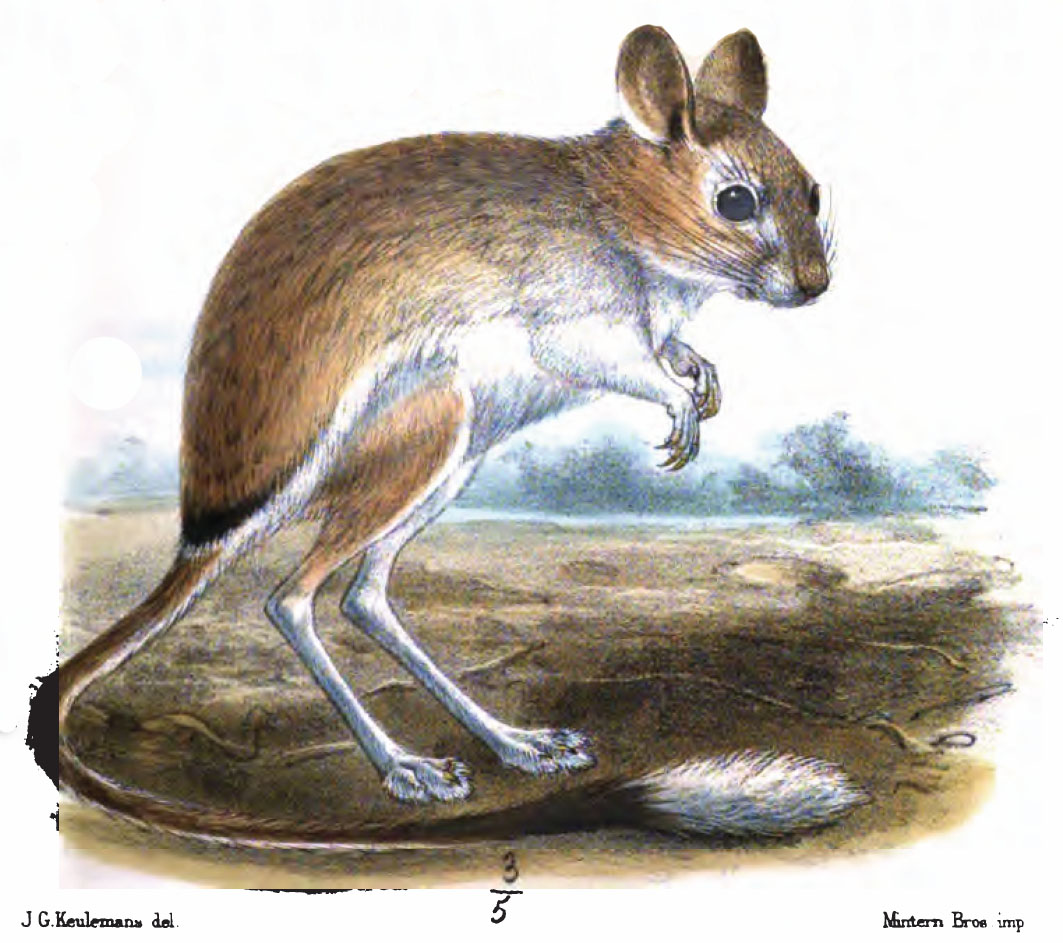